# Benjamin Lauth

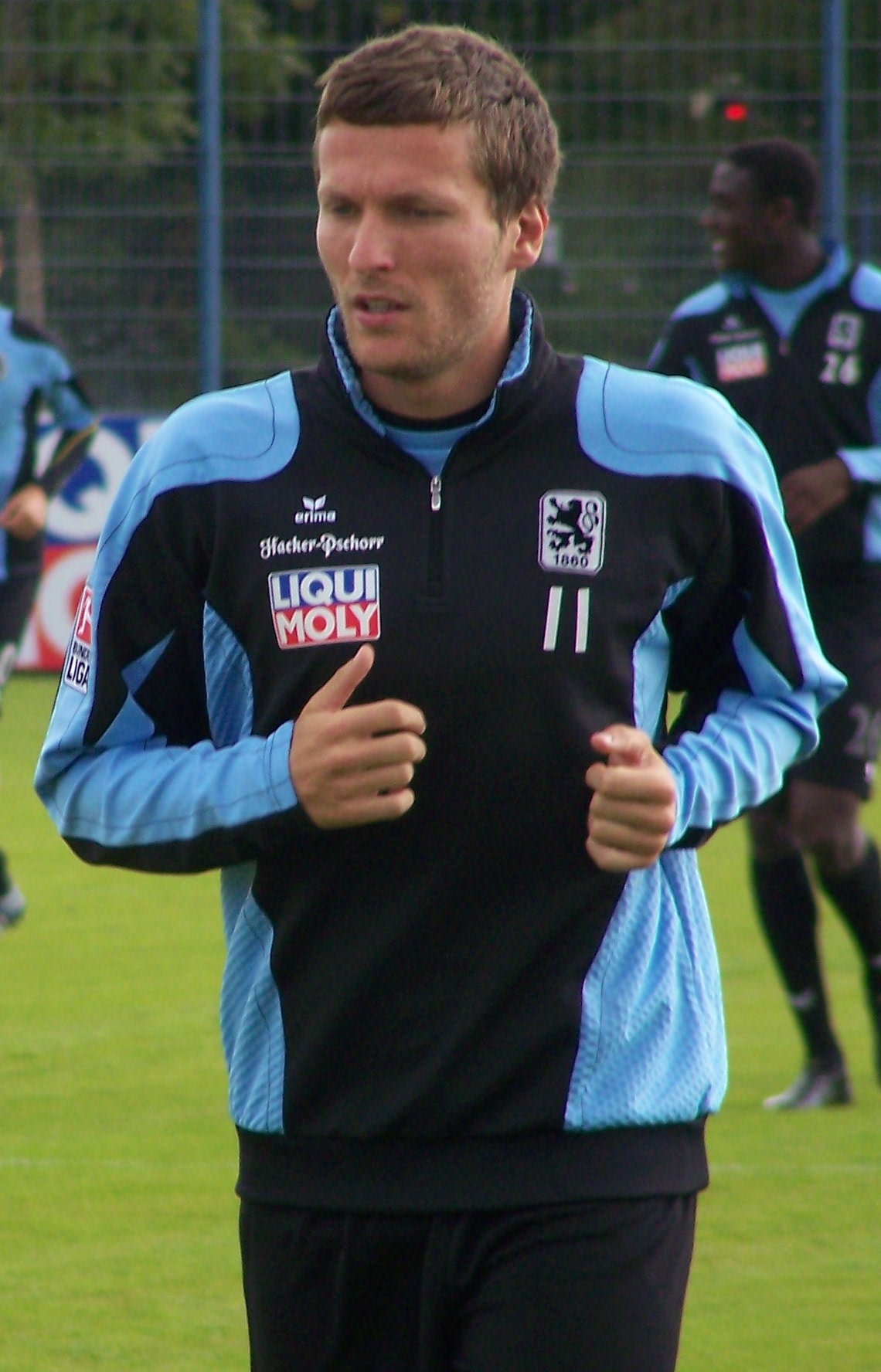
Benjamin Lauth

Benjamin Lauth (Hausham, 4 augustus 1981) is een Duitse voetballer spelend bij tweedeklasser TSV 1860 München. Hij speelt als vleugelaanvaller en heeft rugnummer 11.

## Erelijst
VfB Stuttgart
- Bundesliga

2007